# Foumbot
Foumbot (franska: Foumbat) är en ort i Kamerun.   Den ligger i regionen Västra regionen, i den centrala delen av landet, 210 km nordväst om huvudstaden Yaoundé. Foumbot ligger 1 054 meter över havet och antalet invånare är 84 065.
Terrängen runt Foumbot är platt åt nordväst, men åt sydost är den kuperad. Trakten runt Foumbot är ganska tätbefolkad, med 67 invånare per kvadratkilometer. Det finns inga andra samhällen i närheten. Trakten runt Foumbot är huvudsakligen savannskog.